# Бильбергия поникшая
Бильбергия поникшая, или бильбергия висячая (лат. Billbergia nutans) — растение из семейства Бромелиевые (Bromeliaceae). Родина — Южная Америка, Бразилия.
У бильбергии узкие листья длиной около 30 см и фиолетово-зеленые цветки на длинных, поникающих цветоносах. Отличается красивыми прицветниками, которые несколько месяцев сохраняют свою декоративность. Цветет преимущественно зимой.

## Размещение
Предпочитает светлое, защищенное от прямых солнечных лучей помещение. Её можно устанавливать на окнах восточной и западной экспозиций. Оптимальная температура в зимний период — 12—14°С. Летом бильбергию желательно выносить на свежий воздух.

## Уход
При обильном поливе в розетки листьев попадает вода. Бильбергия — влаголюбивое растение, поэтому летом её следует опрыскивать водой из пульверизатора. Удобрения, лучше всего комплексные, вносят каждые 10—15 дней. Пересаживают молодые растения ежегодно, старые — один раз в 3—4 года.

## Вредители и болезни
Много неприятностей растению доставляют щитовки и паутинные клещи. Из-за неправильного ухода на растении появляется пятнистость.

## Размножение
Возможно прикорневыми отпрысками, отделяемыми от материнского растения весной при пересадке.